# Откровение Иоанна Богослова, 14

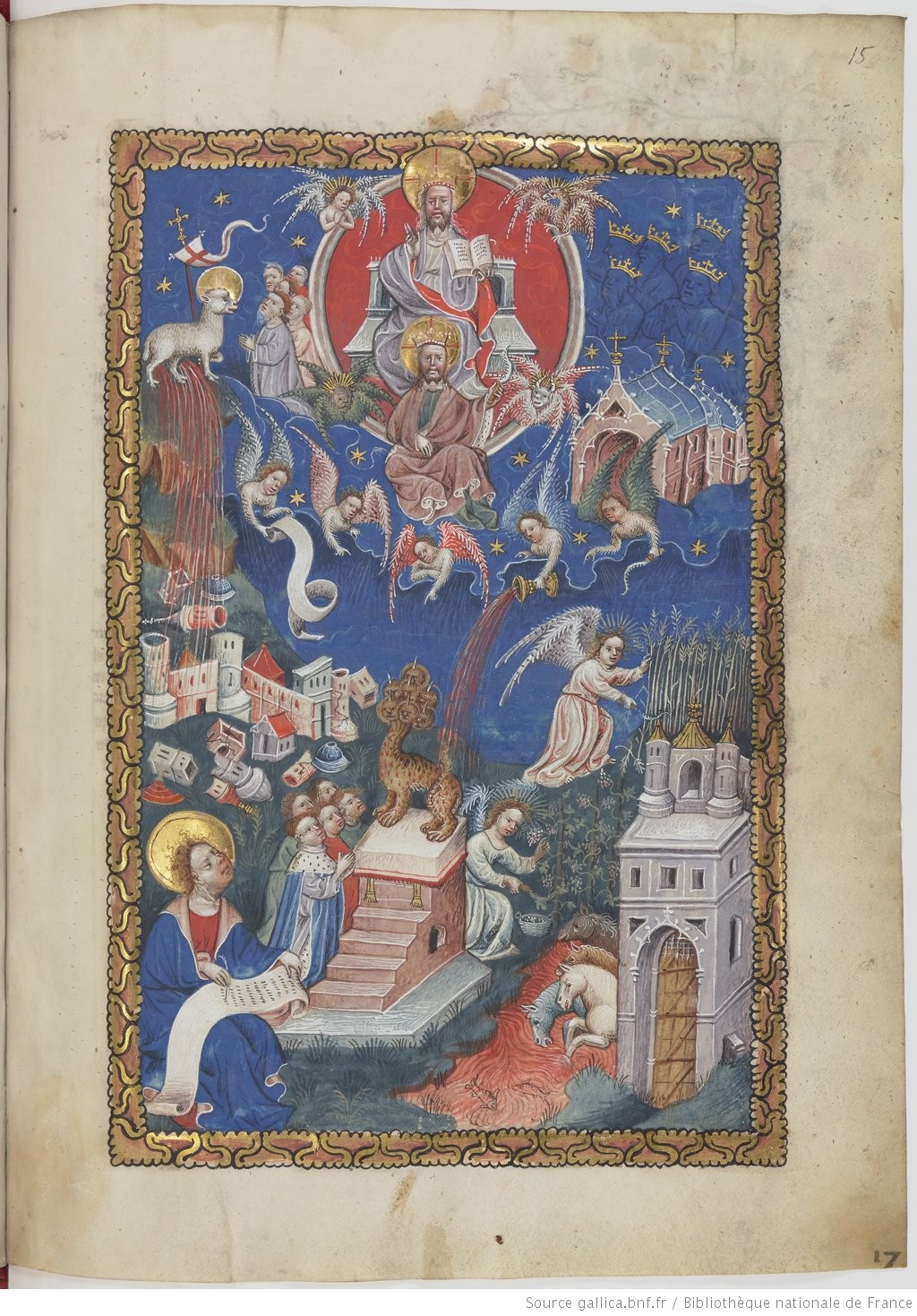

Откровение Иоанна Богослова, Глава 14 — четырнадцатая глава Книги Апокалипсиса (14:1—20), в которой происходит очередное Поклонение Агнцу, на сей раз весьма масштабное, затем появляются три ангела с пророчествами о конце света, а следом Иоанн имеет видение Жатвы.

## Структура
- Поклонение Агнцу (1-5)
- Три ангела (6-12)
- Жатва (14-20)

## Содержание
144 тысяч отмеченных печатью поклоняются Агнцу на горе Сион и поют Новую Песнь. На небе пролетают три ангела: первый — благовестит вечное Евангелие; второй — прорицает о падении Вавилона, а третий — проклинает тех, кто поклонился образу Зверя из моря, они будут «пить вино ярости Божией». Голос с неба благословляет мертвых, умерших «в Господе».
Затем в видении Иоанну является Христос с серпом в руках, сначала он жнет хлеб, а потом ангел обрезает гроздья винограда, которые бросают в великое точило гнева Божьего.

### Упомянуты
- Сион
- Агнец Божий
- 144 000
- Вавилон великий
- Зверь из моря
- Вино блуда
- Вино ярости Божией
- Чаша гнева Божьего
- Точило гнева Божьего

## Толкование
Гора Сион, на которой стоит Агнец — разумеется, не исторический иерусалимский холм Сион, а символический. Уже появлявшиеся в седьмой главе 144 тысяч праведников — это 12 колен израилевых, умноженное на 12 апостолов, а затем на тысячу (то есть великое множество); эта цифра обозначает символическое число полноты верных Христу, новозаветную и ветхозаветную Церковь. На челе у них начертано имя Отца, в то время как у других там — сатанинский знак (см. предыд. главу).
«Новая песнь» — это образ из Второисайи, мессианская песнь спасения (Ис 42,10), это песнь Завета, близости Божьей. Поющие спасены, хотя в земной жизни они погибли, были убиты. Спасенные названы «девственниками», но не в смысле отсутствия половых контактов — этот образ, по мнению большинства комментаторов, обозначает осквернение с язычеством, поскольку у древних пророков «блудодеяние» и «идолопоклонство» часто использовались как синонимы. Также не следует это понимать, что спасутся одни мужчины. Однако есть версии, что тут действительно говорится о реальном целомудрии и безбрачии. В греческом тексте в значении «непорочный» употреблено слово «амомос», специфичное для жертвоприношений.
«Вечное Евангелие», которое имеет первый («другой») ангел, скорей всего, не книга, а «благовестие», благая весть, обращенная ко всем временам. Он призывает воздать славу истинному Богу. То, что Евангелие будет проповедоваться по всему миру всем народам — это один из признаков приближающегося конца света (Мат. 24,14), так что появление первого ангела с благой вестью всякому племени и колену и языку и народу — исполнение этого пророчества.
Второй ангел пророчествует о падении Вавилона — также не реального города: у Исайи «Вавилоном» неоднократно называется любая богоборческая, насильническая империя («Пал Вавилон» — это Ис 21,9; Иер 51,8); в эпоху «Апокалипсиса» под этим словом подразумевается уже Римская империя, а также все, кто отдал ей свою душу и стал ей служить. Вавилон, который «яростным вином блуда своего напоил все народы» — это из Иеремии: «Вавилон был золотою чашею в руке Господа, опьянявшего всю землю; народы пили из нее вино и безумствовали» (Иер. 51,7), то есть он развращал народы. Таков же был Рим во время написания этой книги. «Чаша гнева Божия» — образ из Книги Иова, где говорится о порочном человеке: «Пусть он сам пьет от гнева Вседержителя» (Иов. 21,20), сходный образ есть в Псалтыри (Пс. 74,9) и у Исайи, говорящем о Иерусалиме, который выпил из рук Господа чашу ярости Его (Ис. 51,17). Бог наставляет Иеремию взять из руки Его чашу с вином ярости Его и напоить из неё все народы (Иер. 25,15).
Третий ангел: «вино ярости», которое будут пить поклоняющиеся зверю и его образу — ветхозаветное словосочетание (Иер 25,15). У Исайи вино — символ кровавых дней (Ис 63,1-6), когда «человеческая неправда и правда Божья входят в острейший, глубочайший конфликт, и тогда, как из точила, выжимается кровь возмездия». Наказания, которые обещаны идолопоклонникам — самые страшные, это то же, что постигло испепеленные Содом и Гоморру, также обещания дыма см. у Исайи (Ис. 34,8-10).
Далее следует одна из самых популярных фраз для надгробий: «отныне блаженны мертвые, умирающие в Господе» (14:13). Это милосердное обетование тем, кто представляет собой «верный остаток» верующих.
Сцена жатвы — это аллегория Суда Божьего. Образ взят из Иоиля, который говорит о том, что суд близок такими словами: «Пустите в дело серпы, ибо жатва созрела» (Иоил. 3,13) и Евангелий: «Когда же созреет плод, — говорит Иисус, — немедленно посылает серп, потому что настала жатва» (Мар. 4,29); и в притче о пшенице и плевелах (Мат. 13,24-30.37-43). Видимо, тут две разные жатвы: подобный Сыну Человеческому собирает жатву среди «своих» людей (хлеб), а ангел — среди тех, кто будет осужден (виноград). Точило — это устройство для давления винограда, состоящее из двух каменных или кирпичных корыт, соединённых друг с другом лотком для стока. Суд Божий в Ветхом завете часто сравнивается с давлением винограда (Плач. 1,15, Ис. 63,3). Из точила поднимается кровавый сок до уровня конской узды, то есть выше человеческого роста — это начало возмездия. То, что вино растеклось на 1600 стадий — точного толкования цифра не имеет, возможно, это протяженность Палестины с севера на юг, то есть она символизирует то, что гнев перехлестнет край и распространится на всю Землю.